# Мишел Сони
Мишел Сони (на френски: Michel Sogny) е френски пианист, композитор и писател от унгарски произход. Той разработва нов подход към преподаването на пиано. Неговият метод позволява на много ученици от всички възрасти да се наслаждават на свиренето на този инструмент, тъй като свиренето на пиано обикновено се счита за недостижимо, ако не се преподава в детска възраст.

## Биография
Мишел Сони учи в Парижкото нормално музикално училище, където изучава пиано под ръководството на Жул Жантил и Ивон Депорт. Той притежава магистърска степен по психология, бакалавърска степен по литература и докторска степен по философия, която завършва в Сорбоната през 1974 г. под ръководството на Владимир Янкелевич. Мишел Сони е основател на фондацията SOS Talents.
Заедно с Валери Жискар д'Естен и правнучката на Франц Лист, Бландин Оливие де Прево, Сони е един от основателите на Френската асоциация "Франц Лист".

## Метод за пиано на Мишел Сони
Методологията на Сони се преподава в неговите училища в Париж и Женева. От 1974 г. повече от 20 000 ученици овладяват пианото по метода на Сони.
Методът се състои от два основни компонента: Дидактически произведения – Пролегомени, които представляват малки упражнения. Пролегомените развиват възприятието на музикалната симфония и звука. Второто направление се състои от цикъл етюди, където концентрацията е върху развитието на технически умения, като жестове и позиции на ръцете.
Един от учениците на Сони, който започва да практикува пиано вече като възрастен, е професорът по френски език Мишел Парис. След завършване на 4-годишния методологичен курс на Сони, на 30-годишна възраст тя изнася солов концерт в Театър на Шанз-Елизе под патронажа на Министерството на културата.
Друг успешен ученик на Мишел Сони е Клодин Зевако, която изнася представления в Театър на Шанз-Елизе през 1983 и 1984 г.
През 1981 г. Сенатът официално се обръща към министъра на културата Жак Ланг, за да обсъди въвеждането на методологията на Мишел Сони в цяла Франция.